# Guido Klieber
Guido Klieber nebo Quido Klieber (12. září 1898 Nepomyšl – 23. března 1959 Wendeburg) byl československý politik německé národnosti a meziválečný poslanec Národního shromáždění za Sudetoněmeckou stranu.

## Biografie
Vystudoval filozofii na pražské německé univerzitě. Kromě toho studoval na Vysoké škole zemědělské v Halle. Roku 1921 získal titul diplomovaného agronoma, roku 1922 doktora filozofie.
Profesí byl rolník. Podle údajů z roku 1935 bydlel v Budě u Karlových Varů.
V parlamentních volbách v roce 1935 se stal poslancem Národního shromáždění. Poslanecké křeslo ztratil na podzim 1938 v souvislosti se změnami hranic Československa.
Po roce 1938 zasedal za NSDAP na Říšském sněmu v Berlíně a zastával post vedoucího hospodářské komory pro Sudety.
Po válce byl v Československu krátce vězněn, pak vysídlen do Německa, kde zemřel roku 1959 jako podnikatel. Byl průmyslníkem v Ersehofu u Braunschweigu v Německu.